# Зестер
Зестер (њем. Seester) општина је у њемачкој савезној држави Шлезвиг-Холштајн. Једно је од 49 општинских средишта округа Пинеберг. Према процјени из 2010. у општини је живјело 944 становника. Посједује регионалну шифру (AGS) 1056033.

## Географски и демографски подаци
Зестер се налази у савезној држави Шлезвиг-Холштајн у округу Пинеберг. Општина се налази на надморској висини од 7 метара. Површина општине износи 11,6 km². У самом мјесту је, према процјени из 2010. године, живјело 944 становника. Просјечна густина становништва износи 82 становника/km².